# Vera Shvetsova
Vera Shvetsova (1929, Cherepovéts, Rusia) fue una maestra de ballet de origen ruso, Vera Shvetsova fue alumna distinguida de la famosa maestra de ballet Agrippina Vagánova.
Como profesora de danza clásica, Vera Shvetsova trabajó en diversos colegios, conservatorios y academias de varios países (Polonia, Alemania, Hungría, etc.), entre los que se incluye la Escuela Estatal de Ballet y Coreografía de Minsk (Bielorrusia). 
Bailó en el Teatro Mali de San Petersburgo (Rusia) y en el Gran Teatro de Opera y Ballet de Riga (Letonia) 
Entre sus famosos alumnos destacan: Tatiana Stepánova, Andrei Rimashevsky, Liliya Ruhukya entre otros.

## Premios, distinciones y menciones internacionales
- 1958: Orden Emérita Artística de Letonia.